# Alexandre Saint-Yves d'Alveydre

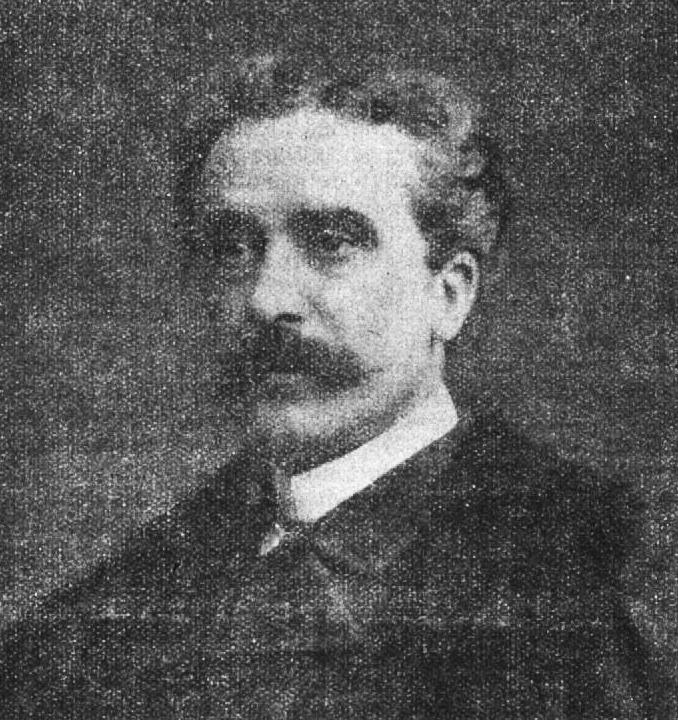
Alexandre Saint-Yves d'Alveydre

Alexandre Saint-Yves d'Alveydre, född 1842, död 1909, var en fransk författare, ockultist.

Saint-Yves d'Alveydre är mest känd för sin bok Mission de l'Inde en Europe (1886). Här utvecklar han teosofiska idéer och beskriver den heliga staden Agartha. Denna är underjordiskt belägen i otillgängliga bergstrakter i Tibet, och är säte för världskonungen, även kallad den obefintlige. Denna utövar i det fördolda tillsammans med sina punditer sin allsmakt över jorden och styr även evolutionen.
Dessa läror sade sig Saint-Yves tillägnat sig via en mystisk och okänd afghansk mahatma. Saint-Yves är också känd för att vara influerad av filosofen Fabre d'Olivet, Napoleons "hovmystiker".
Efter besvikelser över politiken utvecklade han idén om synarkin, en ideologi som syftar till ett nivellerat samhälle. I detta begrepp ingick idén om ett harmoniskt samhälle, utan klasskamp, styrt av en upplyst oligarki bestående av företrädare för den politiska, kyrkliga och ekonomiska makten.
Dessa skulle, samlade i tre råd, i endräkt styra över ett paneuropeiskt samhälle. 